# 19420 Vivekbuch
19420 Vivekbuch là một tiểu hành tinh vành đai chính với chu kỳ quỹ đạo là 1568.7554122 ngày (4.30 năm).
Nó được phát hiện ngày 20 tháng 3 năm 1998.